# Beaulieu (Cantal)
Pour les articles homonymes, voir Beaulieu.
Beaulieu est une commune française, située dans le département du Cantal en région Auvergne-Rhône-Alpes.

## Géographie
Une partie de la commune, autrefois habitée, se trouve sous les eaux du lac de barrage de Bort-les-Orgues. La commune est bordée à l'ouest par la Dordogne, au sud par son affluent la Tialle et à l'est par la Panouille, principal affluent de la Tialle.

### Communes limitrophes
| Monestier-Port-Dieu (Corrèze)    | Labessette (Puy-de-Dôme) | Trémouille-Saint-Loup (Puy-de-Dôme) |
|                                  | Beaulieu                 |                                     |
| Sarroux - Saint Julien (Corrèze) |                          | Lanobre                             |

### Climat
Pour des articles plus généraux, voir Climat d'Auvergne-Rhône-Alpes et Climat du Cantal.
En 2010, le climat de la commune est de type climat des marges montargnardes, selon une étude du CNRS s'appuyant sur une série de données couvrant la période 1971-2000. En 2020, Météo-France publie une typologie des climats de la France métropolitaine dans laquelle la commune est exposée à un climat de montagne ou de marges de montagne et est dans la région climatique  Ouest et nord-ouest du Massif Central, caractérisée par une pluviométrie annuelle de 900 à 1 500 mm, maximale en automne et en hiver. 
Pour la période 1971-2000, la température annuelle moyenne est de 9,7 °C, avec une amplitude thermique annuelle de 15,1 °C. Le cumul annuel moyen de précipitations est de 1 153 mm, avec 14,2 jours de précipitations en janvier et 8,3 jours en juillet. Pour la période 1991-2020, la température moyenne annuelle observée sur la station météorologique de Météo-France la plus proche, sur la commune de Saignes à 14 km à vol d'oiseau, est de 11,3 °C et le cumul annuel moyen de précipitations est de 987,0 mm,. Pour l'avenir, les paramètres climatiques de la commune estimés pour 2050 selon différents scénarios d'émission de gaz à effet de serre sont consultables sur un site dédié publié par Météo-France en novembre 2022.

## Urbanisme

### Typologie
Au 1er janvier 2024, Beaulieu est catégorisée commune rurale à habitat très dispersé, selon la nouvelle grille communale de densité à 7 niveaux définie par l'Insee en 2022.
Elle est située hors unité urbaine. Par ailleurs la commune fait partie de l'aire d'attraction de Bort-les-Orgues, dont elle est une commune de la couronne,. Cette aire, qui regroupe 11 communes, est catégorisée dans les aires de moins de 50 000 habitants,.
La commune, bordée par un plan d’eau intérieur d’une superficie supérieure à 1 000 hectares, le lac de Bort-les-Orgues, est également une commune littorale au sens de la loi du 3 janvier 1986, dite loi littoral. Des dispositions spécifiques d’urbanisme s’y appliquent dès lors afin de préserver les espaces naturels, les sites, les paysages et l’équilibre écologique du littoral, tel le principe d'inconstructibilité, en dehors des espaces urbanisés, sur la bande littorale des 100 mètres, ou plus si le plan local d’urbanisme le prévoit.

### Occupation des sols
L'occupation des sols de la commune, telle qu'elle ressort de la base de données européenne d’occupation biophysique des sols Corine Land Cover (CLC), est marquée par l'importance des territoires agricoles (52 % en 2018), en augmentation par rapport à 1990 (48,1 %). La répartition détaillée en 2018 est la suivante : prairies (36,9 %), forêts (34,4 %), zones agricoles hétérogènes (15,1 %), eaux continentales (13,6 %). L'évolution de l’occupation des sols de la commune et de ses infrastructures peut être observée sur les différentes représentations cartographiques du territoire : la carte de Cassini (XVIIIe siècle), la carte d'état-major (1820-1866) et les cartes ou photos aériennes de l'IGN pour la période actuelle (1950 à aujourd'hui).

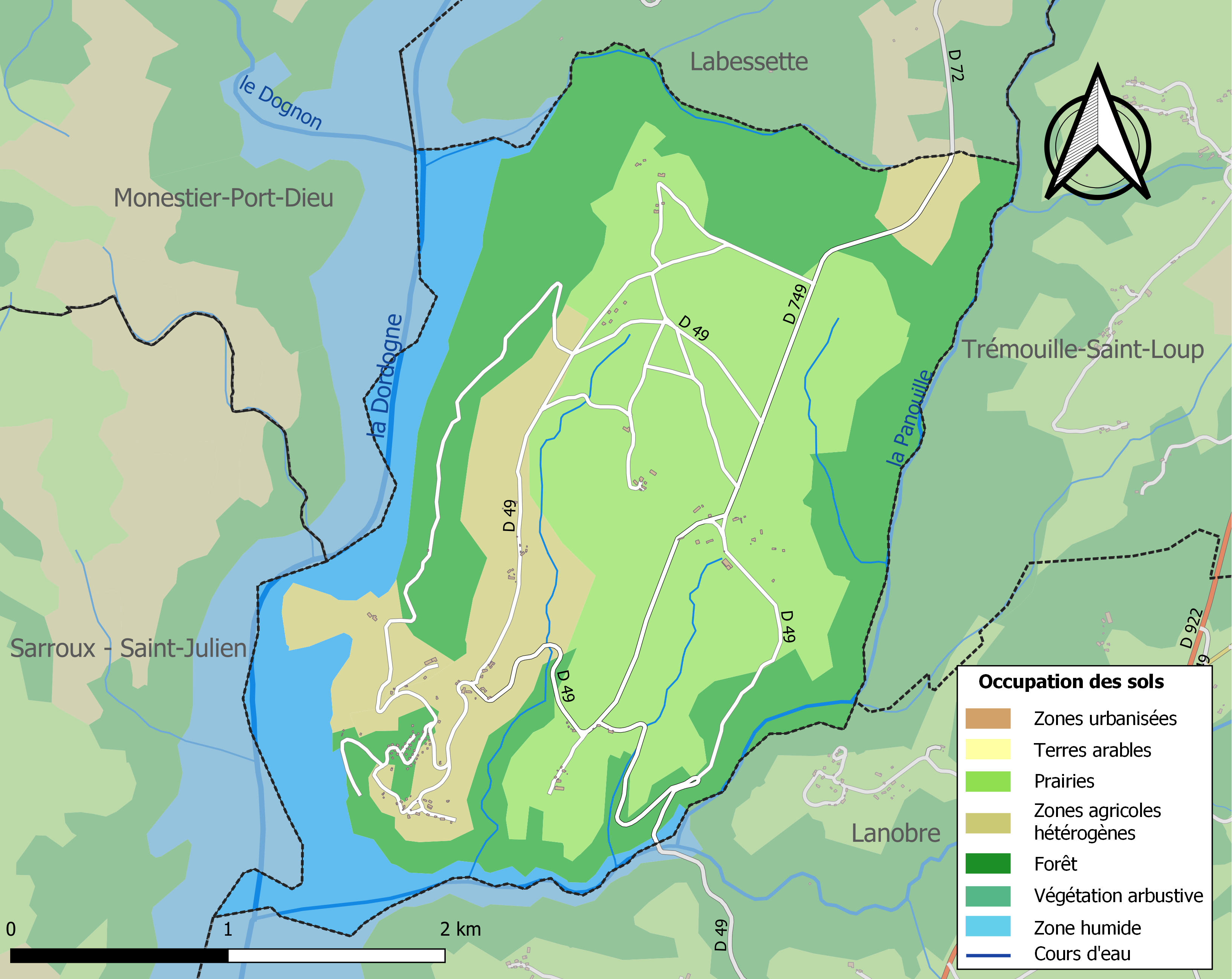
Carte des infrastructures et de l'occupation des sols de la commune en 2018 (CLC).

### Habitat et logement
En 2018, le nombre total de logements dans la commune était de 118, alors qu'il était de 112 en 2013 et de 121 en 2008.
Parmi ces logements, 37,6 % étaient des résidences principales, 55,6 % des résidences secondaires et 6,8 % des logements vacants. Ces logements étaient pour 94,8 % d'entre eux des maisons individuelles et pour 0,9 % des appartements.
Le tableau ci-dessous présente la typologie des logements à Beaulieu en 2018 en comparaison avec celle du Cantal et de la France entière. Une caractéristique marquante du parc de logements est ainsi une proportion de résidences secondaires et logements occasionnels (55,6 %) supérieure à celle du département (20,4 %) et à celle de la France entière (9,7 %). Concernant le statut d'occupation de ces logements, 76,7 % des habitants de la commune sont propriétaires de leur logement (80 % en 2013), contre 70,4 % pour le Cantal et 57,5 pour la France entière.
| Typologie                                               | Beaulieu | Cantal | France entière |
| ------------------------------------------------------- | -------- | ------ | -------------- |
| Résidences principales (en %)                           | 37,6     | 67,7   | 82,1           |
| Résidences secondaires et logements occasionnels (en %) | 55,6     | 20,4   | 9,7            |
| Logements vacants (en %)                                | 6,8      | 11,9   | 8,2            |

## Toponymie
Beaulieu vient du latin bellus locu, « lieu beau, endroit agréable à habiter ».
Nom dialectal dans les communes voisines : [bəˈʎo], en orthographe normalisée : Belluòc. (De nombreuses communes portent ce nom unique. Pour éviter les confusions , on indique le département entre parenthèses : ce sont Beaulieu (Cantal), Beaulieu (Ardèche), Beaulieu (Côte-d'Or), Beaulieu (Hérault), Beaulieu (Indre), Beaulieu (Isère), Beaulieu (Haute-Loire), Beaulieu (Nièvre), Beaulieu (Orne), Beaulieu (Puy-de-Dôme). Certaines communes ont adjoint, pour se différencier, un mot indiquant leur situation : Beaulieu-sur-Dordogne, Beaulieu-sur-Mer, Beaulieu-sur-Loire, Beaulieu-sur-Layon, Beaulieu-sous-la-Roche, Beaulieu-les-Fontaines, Beaulieu-sur-Sonnette, Beaulieu-sur-Oudon, Beaulieu-en-Argonne, Beaulieu-lès-Loches, Beaulieu-sous-Parthenay.
Le gentilé des habitants de Beaulieu est très varié : Beaulieusard, Beaulieurois, Bellilocien, Bellieurain, Bellilocois, Belliloquois, Belliloqueteux, Belliquière, Berlugan, Beloudonien.

## Histoire
Lors de l'incorporation des communes au département du Cantal, en février 1790, Beaulieu est oubliée. Elle le rejoint finalement en l'an II de la République.

## Politique et administration

### Découpage territorial
La commune de Beaulieu est membre de la communauté de communes Sumène Artense, un établissement public de coopération intercommunale (EPCI) à fiscalité propre créé le 30 décembre 1999 dont le siège est à Champs-sur-Tarentaine-Marchal. Ce dernier est par ailleurs membre d'autres groupements intercommunaux.
Sur le plan administratif, elle est rattachée à l'arrondissement de Mauriac, à la circonscription administrative de l'État du Cantal et à la région Auvergne-Rhône-Alpes.
Sur le plan électoral, elle dépend du canton d'Ydes pour l'élection des conseillers départementaux, depuis le redécoupage cantonal de 2014 entré en vigueur en 2015, et de la deuxième circonscription du Cantal  pour les élections législatives, depuis le dernier découpage électoral de 2010.

### Liste des maires
| Période                                  | Période   | Identité         | Étiquette | Qualité            |
| ---------------------------------------- | --------- | ---------------- | --------- | ------------------ |
| Les données manquantes sont à compléter. |           |                  |           |                    |
| 1952                                     | juin 2006 | Henri Fabre      | RPR       | Conseiller général |
| septembre 2006                           | 2020      | Gérard Tournadre | DVD       | Retraité           |
| 2020                                     | 2020      | Fabien Husser    |           |                    |
| octobre 2020                             | En cours  | Alain Vergne     | SI        | Retraité           |

## Démographie
L'évolution du nombre d'habitants est connue à travers les recensements de la population effectués dans la commune depuis 1793. Pour les communes de moins de 10 000 habitants, une enquête de recensement portant sur toute la population est réalisée tous les cinq ans, les populations de référence des années intermédiaires étant quant à elles estimées par interpolation ou extrapolation. Pour la commune, le premier recensement exhaustif entrant dans le cadre du nouveau dispositif a été réalisé en 2006.

En 2022, la commune comptait 84 habitants, en évolution de −8,7 % par rapport à 2016 (Cantal : −1,08 %, France hors Mayotte : +2,11 %).
| 1793 | 1800 | 1806 | 1821 | 1831 | 1836 | 1841 | 1846 | 1851 |
| ---- | ---- | ---- | ---- | ---- | ---- | ---- | ---- | ---- |
| 420  | 328  | 377  | 364  | 338  | 346  | 344  | 326  | 314  |

| 1856 | 1861 | 1866 | 1872 | 1876 | 1881 | 1886 | 1891 | 1896 |
| ---- | ---- | ---- | ---- | ---- | ---- | ---- | ---- | ---- |
| 351  | 309  | 291  | 318  | 302  | 270  | 270  | 310  | 310  |

| 1901 | 1906 | 1911 | 1921 | 1926 | 1931 | 1936 | 1946 | 1954 |
| ---- | ---- | ---- | ---- | ---- | ---- | ---- | ---- | ---- |
| 294  | 285  | 283  | 222  | 208  | 200  | 184  | 161  | 134  |

| 1962 | 1968 | 1975 | 1982 | 1990 | 1999 | 2006 | 2011 | 2016 |
| ---- | ---- | ---- | ---- | ---- | ---- | ---- | ---- | ---- |
| 145  | 137  | 139  | 150  | 132  | 137  | 118  | 93   | 92   |

| 2021 | 2022 | - | - | - | - | - | - | - |
| ---- | ---- | - | - | - | - | - | - | - |
| 88   | 84   | - | - | - | - | - | - | - |

## Culture locale et patrimoine

### Lieux et monuments
- L'église Sainte-Madeleine-et-Saint-Sébastien de Beaulieu' de style Roman ;
- Les ruines du château de Thynière XVe siècle (sentier balisé - vue panoramique sur le lac) ;
- Les jardins de Thynière (ensemble pittoresque de chalets implantés sur les rives du lac du barrage de Bort-les-Orgues) ;
- Les « haies de Beaulieu » (ensemble de haies basses soigneusement entretenues typiques de la région qui séparent les champs sur des kilomètres, offrant un abri à la faune locale. Promenades).

### Patrimoine naturel
Le territoire de la commune de Beaulieu est classé dans le parc naturel régional des Volcans d'Auvergne.

### Langue
Traditionnellement, la langue du village est l'auvergnat du centre, aussi nommé auvergnat médian, plus proche de celui parlé dans le Puy-de-Dôme que celui du Cantal. En 2007, il semble que plus personne ne pouvait le parler dans la commune.

### Héraldique
| Blason de Beaulieu | Blason  | D'or à la croix ancrée d'azur.                                                      |
| Blason de Beaulieu | Détails | Blason de la famille de Thynières. Le statut officiel du blason reste à déterminer. |